# Чемпіонат Одеської області з футболу 1993—1994
Чемпіонат Одеської області з футболу 1993—1994 років серед команд вищої ліги проходив з серпня 1993 року по червень 1994 року. У турнірі брало участь 13 колективів. Чемпіоном області за підсумками сезону став ФК «Рень» (Рені).

## Вища ліга

### Система проведення чемпіонату
Чемпіонат проводився за традиційною системою — у два кола. Ігри відбувалися по суботах, резервним днем була середа.

### Турнірна таблиця
| М  | Команда                          | І  | В  | Н | П  | М     | О  |
| -- | -------------------------------- | -- | -- | - | -- | ----- | -- |
| 1  | «Рень» (Рені)                    | 24 | 19 | 4 | 1  | 43-11 | 42 |
| 2  | «Первомаєць» (Першотравневе)     | 24 | 17 | 2 | 5  | 77-33 | 36 |
| 3  | «Благо» (Благоєве)               | 24 | 13 | 6 | 5  | 38-22 | 32 |
| 4  | «Бирзула» (Котовськ)             | 24 | 14 | 3 | 7  | 58-17 | 31 |
| 5  | «Дружба» (Зоря)                  | 24 | 13 | 3 | 8  | 44-33 | 29 |
| 6  | «Колос» (Єреміївка)              | 24 | 9  | 5 | 10 | 36-17 | 23 |
| 7  | «Дністер» (Овідіополь)           | 24 | 9  | 4 | 11 | 35-35 | 22 |
| 8  | «Дністровець» (Б.-Дністровський) | 24 | 9  | 2 | 13 | 24-31 | 20 |
| 9  | «Дунай» (Ізмаїл)                 | 24 | 7  | 5 | 12 | 41-38 | 19 |
| 10 | «Портовик» (Іллічівськ           | 24 | 7  | 3 | 14 | 35-35 | 17 |
| 11 | «Локомотив» (Олександрівка)      | 24 | 6  | 3 | 15 | 28-71 | 15 |
| 12 | «Усть-Дунайск» (Вилкове)         | 24 | 6  | 3 | 15 | 19-70 | 15 |
| 13 | «Судоремонтник» (Іллічівськ)     | 24 | 3  | 5 | 16 | 27-92 | 11 |

### Візитна картка чемпіонату
- У турнірі зіграно 156 матчі, забито 505 голи.
- Середня результативність склала 3,24 м'ячі за гру.

### Найкращі бомбардири
| М | Гравець             | Команда                      | Голів |
| - | ------------------- | ---------------------------- | ----- |
| 1 | Олександр ПОГОРЄЛОВ | «Первомаєць» (Першотравневе) | 20    |